# The Dig
The Dig er et adventurespil udviklet af LucasArts og udgivet i 1995. Det er det 11 spil som brugte SCUMM motoren og spillet er især kendt for sin forbindelse til Steven Spielberg.
Det er det mest seriøse LucasArts adventurespil, da det ikke indeholder ligeså meget humor som de andre. Det er også det eneste adventure spil fra LucasArts som er ren science fiction.

## Historien
The Dig starter med intro hvor man ser et radioteleskop i Borneo som får et uidentificeret objekt på deres rader. Objektet er på kollisions kurs med jorden og det viser sig at være en gigantisk asteroide som vil gøre stor skade når den rammer jorden. Et hold på fem bliver valgt at flyve i rumfærgen Atlantis til asteroiden, som er blevet døbt Attila, som var Hunnernes konge, for at plante atombomber på overfladen for at slå asteroiden ud af krus. Holdet består af:
- Boston Low (stemme af Robert Patrick), som er hovedpersonen i spillet – han er astronaut og overlevelsesekspert.
- Dr. Ludger Brink (stemme af Steven Blum) er holdets arkæolog
- Maggie Robbins (stemme af Mari Weiss) er holdets journalist
- Ken Borden (stemme af David Lodge) er rumfærgens pilot
- Cora Miles (stemme af Leilani Jones) er NASA-ingeniør

## Information
The Dig er oprindeligt skrevet af Steven Spielberg som en episode til Amazing Stories (og senere som en film), men blev skrottet da den ville koste for meget at fremstille. Da spillet blev udgivet, sagde instruktøren at han ikke ville nægte at lave den til en film. Men nu hvor det er over 16 år siden at spillet blev udgivet er der endnu ikke en filmversion af historien.
En imponerende liste af folk har arbejdet på spillet: projektlederen var Sean Clark, Industrial Light and Magic (også kendt som skaberne af Star Wars effekterne) skabte mellemsekvenserne i spillet og Steven Spielberg har skrevet manuskriptet. Orson Scott Card skrev al dialogen til spillet i samarbejde den kendte Brian Moriarty (som også var med til at skabe Loom). Spillet blev kun udgivet på CD-ROM til PC og Macintosh. Det indeholder komplet tale til alle figurerne i spillet samt et digitalt orkestertema. De fleste steder er grafikken til spillet tegnet i hånden sammen med renderet 3D grafik.
Musikken er komponeret af Michael Land og blev skrevet på en Kruzweil K2000 synthesizer, hvor han bruge hundredvis af korte korsamples af Wagner. Musikkens ambiente lyd og det dynamiske flow gjorde musikken perfekt til spillet. Michael Land er blevet citeret for at sige at The Dig-lydsporet er tæt på hans egen individuelle stil. The Dig er også det første LucasArts spil som havde et lydspor (soundtrack) som også blev solgt som en audio-CD.

## Links
- The Dig Museum Arkiveret 12. maj 2006 hos  Wayback Machine
- LucasArts Museum
- The Dig Forums Arkiveret 11. januar 2007 hos  Wayback Machine